# Покровская церковно-приходская школа (Батурин)
Покровская церковно-приходская школа — памятник архитектуры местного значения в Батурине. Сейчас здесь размещается административное здание национального историко-культурного заповедника «Гетманская столица».

## История
Приказом Министерства культуры и туризма от 21.10.2011 № 912/0/16-11 присвоен статус памятник архитектуры местного значения с охранным № 5542-Чр под названием Покровская церковно-приходская школа. Установлена информационная доска.
Один из 35 объектов комплекса Национального историко-культурного заповедника «Гетманская столица».

## Описание
В 1898 году была открыта школа грамоты при Покровской церкви, которая изначально находилась в арендованном помещении. В период 1899-1903 годы (по другим данным построена в 1901 году) была построена Покровская церковно-приходская школа при Покровской церкви.
Каменный, одноэтажный на цоколе, прямоугольный в плане дом, с четырёхскатной крышей.
В период 1950-1957 годы в доме бывшей школы размещался клуб, затем в период 1957-1997 годы — средняя школа. После, в 1999-2008 годы — церковь Покровы Пресвятой Богородицы. В 2008 году была вновь построена Покровская церковь. С 2010 года здесь размещается административное здание национального историко-культурного заповедника «Гетманская столица».